# Calmidae
Calmidae é uma família taxonômica de lesmas do mar com apenas um gênero e duas espécies. Estes são especificamente nudibrânquios eolídeos. Eles são moluscos gastrópodes marinhos da superfamília Fionoidea. Esta família não tem subfamílias.

## História taxonômica
Os gêneros nesta família foram movidos para a família Fionidae como resultado de um estudo de filogenética molecular.

## Biologia
As espécies desta família têm uma dieta incomum para os Nudibrânquios. Eles se alimentam de ovos de peixes.